# Badminton ai Giochi della XXXIII Olimpiade - Doppio maschile
Le gare del doppio maschile di badminton alle Olimpiadi 2024 si sono svolte dal 27 luglio al 04 agosto 2024 alla Arena Porte de la Chapelle.

## Formato
Le 17 coppie in gara sono state divise in 3 gruppi da 4 coppie e un gruppo da cinque.
Nella fase a gironi ogni coppia incontra una volta tutte le altre coppie del loro gruppo.
Al termine della fase a gruppi i primi due doppi di ogni gruppo accedono ai quarti di finale

## Teste di serie
1. Liang Wei Keng / Wang Chang
2. Kim Astrup / Rasmussen Skaarup

1. Satwiksairaj Rankireddy / Chirag Shetty
2. Kang Min Hyuk / Seo Seung Jae